# Tracy Middendorf
Tracy Lynn Middendorf, född 26 januari 1970 i Miami Beach i Florida, är en amerikansk skådespelerska. Hennes mest noterbara roller är som Julie i skräckfilmen Wes Craven's New Nightmare, Maggie Duval i MTV-serien Scream, och Babette i HBO-serien Boardwalk Empire. Hon har också synts i Broadway-produktionen av Ljuva ungdomstid (engelska: Ah, Wilderness), i rollen som Muriel McComber.
Middendorf är gift med författaren Franz Wisner, med vilken hon har en son. Hon har också ytterligare en son från ett tidigare förhållande, detta med skådespelaren Cameron Dye (född 1957).

## Filmografi (i urval)

### Filmer
- 1994 – Wes Craven's New Nightmare
- 1997 – Dödligt spel
- 1999 – For Love of the Game
- 2004 – Attentatet mot Richard Nixon
- 2006 – Mission: Impossible III

### TV-serier
| - 1992 – Våra bästa år (TV-serie) - 1993–1994 – Beverly Hills (TV-serie) - 1996 – Mord och inga visor (TV-serie) - 1996 – Star Trek: Deep Space Nine (TV-serie) - 1997 – Touched by an Angel (TV-serie) - 1997–2002 – Advokaterna (TV-serie) - 1999 – Chicago Hope (TV-serie) - 1999 – Millennium (TV-serie) - 1999 – Angel (TV-serie) - 1999 – Ally McBeal (TV-serie) - 2000 – Arkiv X (TV-serie) - 2001 – Six Feet Under (TV-serie) - 2002 – På heder och samvete (TV-serie) - 2002 – 24 (TV-serie) - 2003 – Alias (TV-serie) | - 2003 – Guardian (TV-serie) - 2003–2009 – CSI: Crime Scene Investigation (TV-serie) - 2004 – Cold Case (TV-serie) - 2004 – Medical Investigation (TV-serie) - 2005 – House (TV-serie) - 2006 – Brottskod: Försvunnen (TV-serie) - 2007 – Shark (TV-serie) - 2007 – Lost (TV-serie) - 2007 – Law & Order: Special Victims Unit (TV-serie) - 2009 – Bones (TV-serie) - 2010 – The Mentalist (TV-serie) - 2010–2012 – Boardwalk Empire (TV-serie) - 2011 – Criminal Minds (TV-serie) - 2014 – The Last Ship (TV-serie) - 2015–2016 – Scream (TV-serie) - 2017 – Bloodline (TV-serie) |

### Teater
- 1995 – Natten är ljuv
- 1998 – Ljuva ungdomstid
- 2002 – After the Fall
- 2007 – Fröken Julie
- 2011 – Old Times